# Bellegarde-en-Diois
Bellegarde-en-Diois är en kommun i departementet Drôme i regionen Auvergne-Rhône-Alpes i sydöstra Frankrike. Kommunen ligger i kantonen La Motte-Chalancon som tillhör arrondissementet Die. År 2022 hade Bellegarde-en-Diois 94 invånare.

## Befolkningsutveckling
Antalet invånare i kommunen Bellegarde-en-Diois
Referens:INSEE